# Demetrio Paleólogo Rallis
Demetrio Paleólogo Rallis (en griego: Δημήτριος Παλαιολόγος Ράλλης), también mencionado en las fuentes simplemente como Demetrio Rallis, fue un general bizantino y militar activo a finales del siglo XIV y comienzos del siglo XV.
Demetrio provenía de una rama de la familia Raúl establecida en el Peloponeso, conocida como la familia Rallis. Sirvió como militar bajo las órdenes del déspota de Morea. El 4 de julio de 1395, liderando al ejército bizantino, logró una gran victoria en Leontari contra los navarros, capturando incluso a su líder, Pedro de San Superano, así como a Asen Zaccaria y a varios barones.